# Radical 179
El radical 179, representado por el carácter Han 韭, es uno de los 214 radicales del diccionario de Kangxi. En mandarín estándar es llamado 韭部, (jiǔ bù, ‘radical «puerro»’); en japonés es llamado 韭部, きゅうぶ (kyūbu), y en coreano 구 (gu).
El radical 179 aparece generalmente en la parte inferior de los caracteres que clasifica (por ejemplo, en el carácter 韰).

## Nombres populares
- Mandarín estándar:　韭, jiǔ, ‘puerro’.
- Coreano: 부추구부, buchu gu bu, ‘radical gu-puerro’.
- Japonés:　韭（にら）, nira, ‘puerro’.
- En occidente: radical «puerro».

## Galería
| Estilos antiguos                                 | Estilos antiguos                  | Estilos antiguos                        | Estilos antiguos                   | Estilos antiguos                   | Estilos empleados actualmente       | Estilos empleados actualmente  | Estilos empleados actualmente    | Estilos empleados actualmente   | Estilos empleados actualmente  |
|                                                  |                                   |                                         |                                    |                                    |                                     | 韭                             | 韭                               |                                 |                                |
| 甲骨文 jiǎgǔwén (escritura de huesos oraculares) | 金文 jīnwén (escritura de bronce) | 简帛 jiǎnbó (escritura de bambú y seda) | 篆文 zhuànwén (escritura de sello) | 篆文 zhuànwén (escritura de sello) | 隸書 lìshū (estilo de los escribas) | 楷書 kǎishū (estilo regular)   | 楷書 kǎishū (estilo regular)     | 行書 xǐngshū (estilo corriente) | 草書 cǎoshū (estilo de hierba) |
| 甲骨文 jiǎgǔwén (escritura de huesos oraculares) | 金文 jīnwén (escritura de bronce) | 简帛 jiǎnbó (escritura de bambú y seda) | 大篆 dàzhuàn (sello grande)        | 小篆 xiǎozhuàn (sello pequeño)     | 隸書 lìshū (estilo de los escribas) | 繁體／繁体 fántǐ (tradicional) | 简体／簡體 jiǎntǐ (simplificado) | 行書 xǐngshū (estilo corriente) | 草書 cǎoshū (estilo de hierba) |

## Caracteres con el radical 179

| trazos | carácter |
| ------ | -------- |
| + 0    | 韭       |
| + 6    | 韯       |
| + 7    | 韰       |
| + 8    | 韱       |
| + 10   | 韲       |